# Rancho Llano Seco
Rancho Llano Seco es un área no incorporada ubicada en el condado de Butte en el estado estadounidense de California.

## Geografía
Rancho Llano Seco se encuentra ubicada en las coordenadas 39°36′30″N 121°57′11″O / 39.60833, -121.95306.